# Bojan Jorgačević
Bojan Jorgačević, född 12 februari 1982, i Belgrad, är en serbisk fotbollsmålvakt som sedan 2015 spelar för den bulgariska klubben Levski Sofia.
Han gjorde sin debut i Gent den 5 augusti 2007 i 4-1-vinsten mot Mouscron. Han gjorde sin landslagsdebut den 17 november 2010 i Serbiens 1-0-vinst mot Bulgarien.